# Веленє
Веле́нє (словен. Velenje) — місто в центральній частині Словенії. Адміністративний центр однойменної общини.

## Географія
Місто розташоване на північному сході Словенії, за 85 км від столиці Любляни, у 75 км від Марибора та за 25 км від Целє.

## Історія
В околицях міста великі поклади бурого вугілля, що сприяло розвитку міста в XX столітті як великого промислового центру.
У 1981 році після смерті президента Югославії Йосипа Броз Тіто місто було перейменоване в Тітово Веленє. Попередня назва була повернута місту в 1991 році після проголошення незалежності Словенії.
У Веленє розташована штаб-квартира концерну Gorenje, що виготовляє побутову техніку.

## Демографія
Населення міста — 26 742 осіб, за даними перепису 2002 року. Населення всього району (общини) становить 33 331 осіб (2002).

## Міста-побратими
- Барселона, Іспанія
- Есслінген-ам-Неккар, Німеччина
- Ніт-Порт-Толбот, Уельс[5]
- Спліт, Хорватія[6]
- Удіне, Італія

## Уродженці
- Алеш Ясеничник (* 1984) — словенський футболіст, захисник.

## Світлини

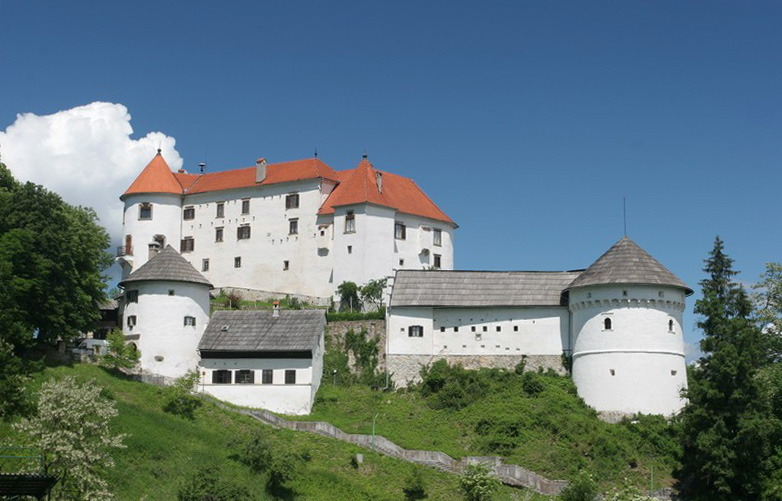
Вид на замок Веленє та міські мури
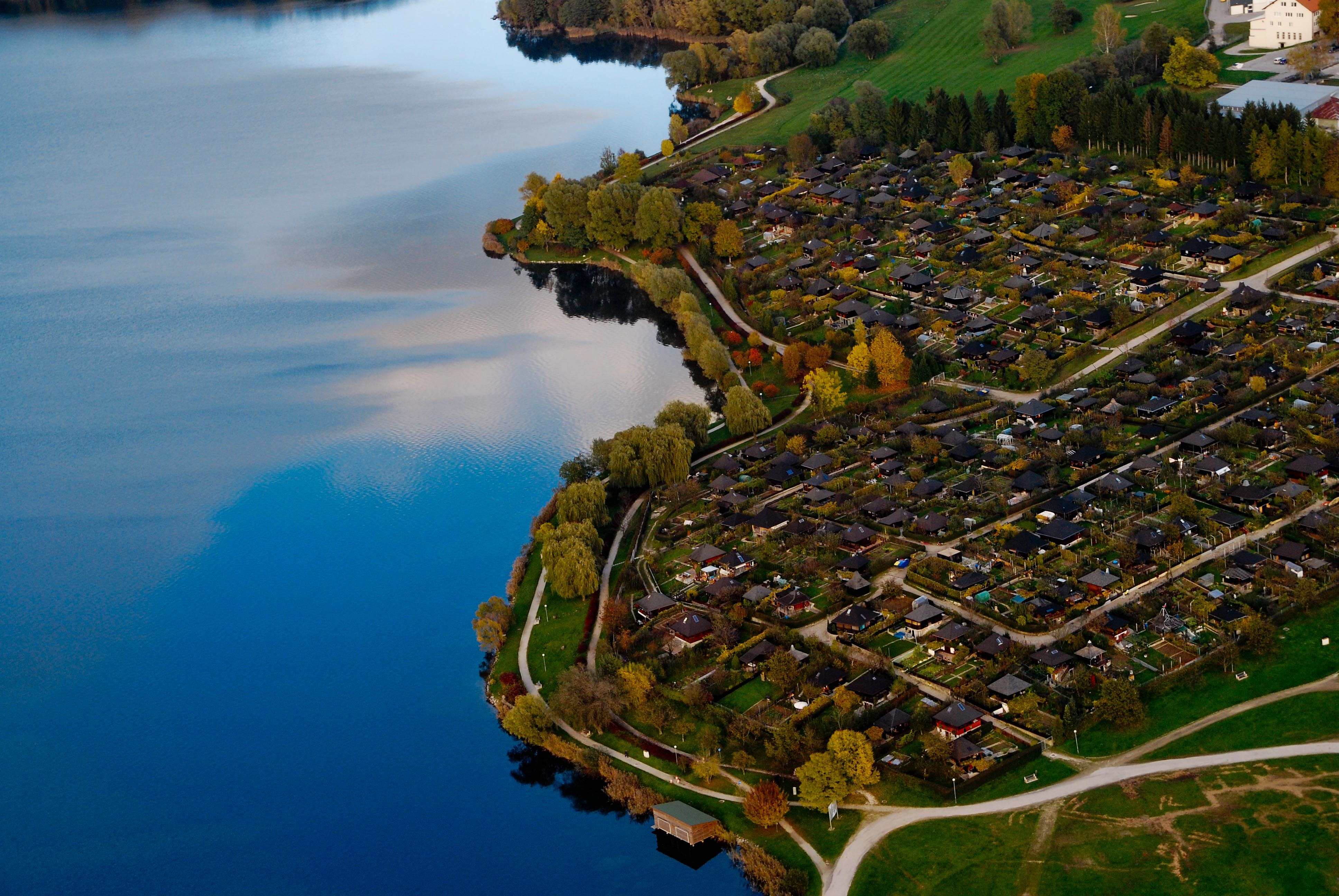
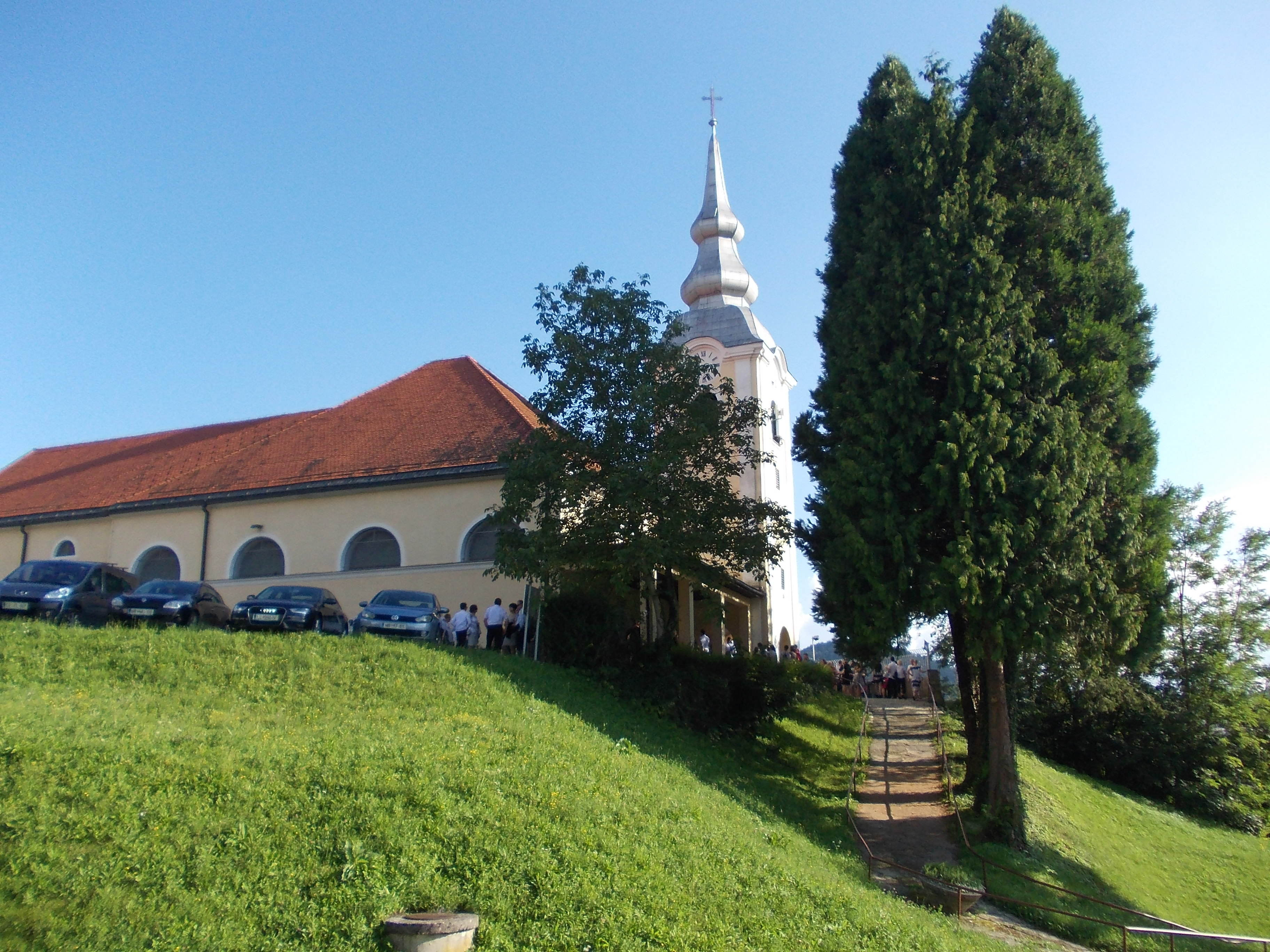
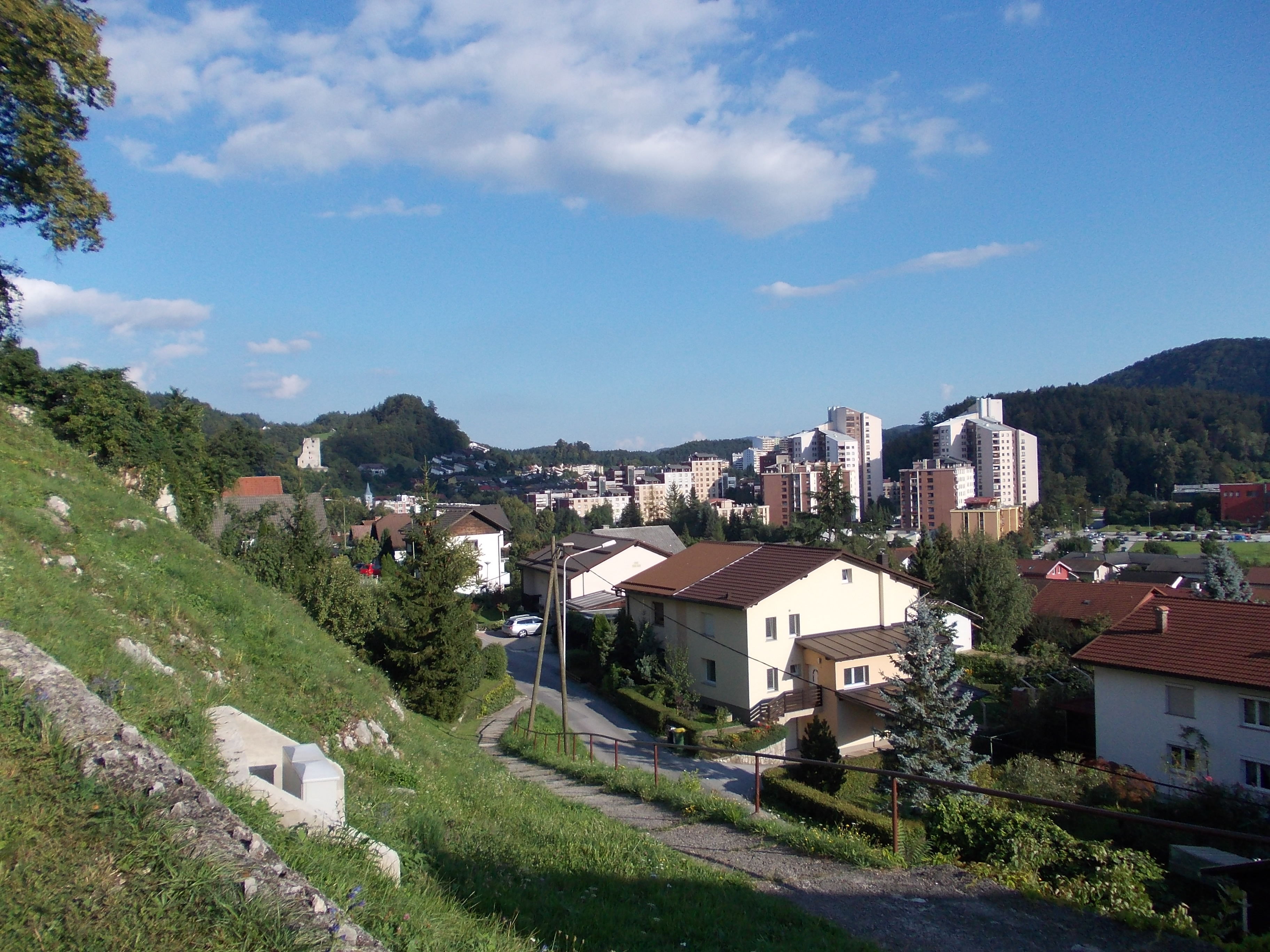